# Березуйка (приток Вазузы)
Березуйка — река в России, протекает по Зубцовскому району Тверской области. Впадает в Вазузское водохранилище в 41 км от устья Вазузы по правому берегу. Длина реки составляет 19 км, площадь водосборного бассейна — 60,6 км².

## Данные водного реестра
По данным государственного водного реестра России относится к Верхневолжскому бассейновому округу, водохозяйственный участок реки — Вазуза от истока до Зубцовского гидроузла, без реки Яуза до Кармановского гидроузла, речной подбассейн реки — Волга до Рыбинского водохранилища. Речной бассейн реки — (Верхняя) Волга до Куйбышевского водохранилища (без бассейна Оки).
Код объекта в государственном водном реестре — 08010100312110000001333.